# Tacoma (Washington)
Tacoma (kiejtése: təˈkoʊmə) az Amerikai Egyesült Államok északnyugati részén, Washington állam Pierce megyéjében elhelyezkedő város, a megye székhelye. A 2010. évi népszámlálási adatok alapján 198 397 lakosa van.
A város nevét a Mount Rainier vulkánról (korábban Takhoma és Tahoma) kapta, becenevét pedig azért, mert itt volt a Northern Pacific Railway nyugati végállomása.

## Története

### Megalapítása
A térség első lakói a pujallup indiánok voltak.
1852-ben Nicolas Delin svéd bevándorló vízenergiával működő üzemet nyitott. Job Carr 1864-ben megépítette postaként is szolgáló lakóházát. Carr tulajdonát Morton M. McCarvernek értékesítette, aki a települést Tacoma Citynek nevezte el, amely név egy indián kifejezésből ered.
Tacoma 1875. november 12-én kapott városi rangot. A Transcontinental Railroad vasútállomása New Tacomában épült fel; a két település 1884. január 7-én egyesült. A transzkontinentális vasútvonal 1887-ben nyílt meg; a népesség 1880 és 1890 között 1098 főről 36 006 főre növekedett. Rudyard Kipling szerint a város a leggyorsabban fejlődő települések közt is megdöbbentően gyorsan növekszik.
George Francis Train vállalkozó 1890-ben világ körüli útra indult; utazása Tacomában kezdődött és itt is fejeződött be.
1885 novemberében a Jacob Weisbach által vezetett fehér csoport az itt élő kínaiakat elűzte a városból. A Kínai Békeprogram Alapítvány által összeállított jelentés szerint november harmadikán „a polgármester és más képviselők vezetésével több száz fehér férfi kilakoltatta a kínaiakat; a 7. utca és a Pacific sugárút kereszteződéséhez terelték, majd arra kényszerítették őket, hogy szálljanak fel a Portland felé tartó vonatra. Két nap múlva két kínai lakóhelyet porig égettek”.
A klondike-i aranyláz idején a város virágzott, azonban ennek Seattle fejlődésével vége lett.
1900. július 4-én egy túlzsúfolt villamos fékje nem működött, és emiatt egy ívben kisiklott. A balesetben többen életüket vesztették.

### Kora 20. század
1907 májusa és augusztusa között a helyi kohómunkások napi 50 centes béremelést követelve sztrájkoltak. A munkáltató a sztrájkolók és a szakszervezeti tagok feketelistára helyezésével fenyegetett; erre válaszul a szakszervezet azt javasolta, hogy a sztrájk alatt az álláskeresők kerüljék el Tacomát. A munkabeszüntetés eredménytelenül ért véget.
Az 1915 és 1922 között megrendezett autóversenynek a Tacoma Speedway adott otthont.
A H. C. Weaver Studio az USA harmadik legnagyobb önálló filmstúdiója volt; a 2014-ben New Yorkban megtalált Eyes of the Totem című, 1924-es némafilm a stúdióban készült.

### A nagy gazdasági világválság
Az 1929–1930-as kemény tél áramkimaradásokhoz és a gátak leállásához vezetett, így sokan áram és fűtés nélkül maradtak. A 30 napos áramszünet során a várost a USS Lexington hajó látta el energiával.
Egy új rendelet szerint a politikát és a gazdaságot szét kell választani; emiatt a vállalkozások nem kaptak hiteleket és támogatásokat, emiatt pedig bezártak. A munkalehetőségek hiánya miatt nyomornegyedek kezdtek kialakulni.

#### Nyomornegyed
1924-től a hajléktalanok a vízparton települtek le. A negyed népessége 1930-ban és 1931-ben a McKinley és Hilltop városrészekben történő kilakoltatások miatt gyorsan növekedett. A kitelepített családok a helyi gyárakból gyűjtött fém- és fahulladékból kunyhókat építettek. A nyomornegyedre egyesek „a síkságon fekvő Hollywoodként” hivatkoztak. 1956-ra a térséget kiürítették és felégették, hogy helyén ipari létesítmények épülhessenek.
1935. május 24-én J. P. Weyenhauser fiát, George Weyenhausert elrabolták; az ügyben négy embert vádoltak meg.

### A második világháború után
Egy 1951-es állami vizsgálat a tacomai önkormányzatban 1910 óta jelen lévő korrupciót tárt fel. A városmenedzseri feladatkör 1952 óta létezik.
Itt alapították meg a The Fabulous Wailers és The Sonics garage rock, valamint a The Ventures surf rock zenekarokat.
Harold Moss szerint az 1970-es években a belváros a libanoni polgárháborúban lebombázott Bejrútra hasonlított.
1982-ben és 1987-ben népszavazást tartottak az elektronikus választási módra történő átállásról, azonban a javaslat mindkét alkalommal elbukott. A konzervatív Eleanora Ballasiotes szerint a rendszer könnyen manipulálható lenne.
1998-ban a Tacoma Power kiépítette a városi optikai hálózatot.

## Éghajlat
A város éghajlata mediterrán (a Köppen-skála szerint Csb).
| Hónap                                                                                  | Jan. | Feb.  | Már. | Ápr. | Máj. | Jún. | Júl. | Aug. | Szep. | Okt. | Nov.  | Dec.  | Év    |
| -------------------------------------------------------------------------------------- | ---- | ----- | ---- | ---- | ---- | ---- | ---- | ---- | ----- | ---- | ----- | ----- | ----- |
| Rekord max. hőmérséklet (°C)                                                           | 19,0 | 20,0  | 25,0 | 28,0 | 33,0 | 34,0 | 34,0 | 34,0 | 32,0  | 28,0 | 21,0  | 20,0  | 34,0  |
| Átlagos max. hőmérséklet (°C)                                                          | 9,1  | 10,5  | 13,1 | 15,8 | 19,1 | 21,9 | 25,0 | 25,0 | 21,8  | 16,3 | 11,4  | 8,3   | 16,5  |
| Átlaghőmérséklet (°C)                                                                  | 6,0  | 6,6   | 8,7  | 11,0 | 14,1 | 16,7 | 19,2 | 19,1 | 16,4  | 12,1 | 8,1   | 5,2   | 12,0  |
| Átlagos min. hőmérséklet (°C)                                                          | 2,8  | 2,7   | 4,3  | 6,2  | 9,0  | 11,4 | 13,4 | 13,2 | 10,9  | 7,8  | 4,7   | 2,1   | 7,4   |
| Rekord min. hőmérséklet (°C)                                                           | −8,0 | −12,0 | −9,0 | −2,0 | 1,0  | 3,0  | 8,0  | 5,0  | 1,0   | −3,0 | −15,0 | −14,0 | −15,0 |
| Átl. csapadékmennyiség (mm)                                                            | 151  | 98    | 103  | 76   | 54   | 40   | 17   | 21   | 33    | 94   | 170   | 140   | 997   |
| Havi napsütéses órák száma                                                             | 64   | 113   | 186  | 210  | 248  | 270  | 310  | 279  | 210   | 155  | 60    | 62    | 2167  |
| Napi napsütéses órák száma                                                             | 2    | 4     | 6    | 7    | 8    | 9    | 10   | 9    | 7     | 5    | 2     | 2     | 6     |
| Forrás: Nemzeti Óceán- és Légkörkutatási Hivatal, The Weather Channel és Weather Atlas |      |       |      |      |      |      |      |      |       |      |       |       |       |

## Népesség
A 2010-es népszámláláskor a városnak 198 397 lakója, 78 541 háztartása és 45 716 családja volt. A népsűrűség 1540,8 fő/km2. A lakóegységek száma 81 102, sűrűségük 629,9 db/km2. A lakosok 64,9%-a fehér, 12,2%-a afroamerikai, 1,8%-a indián, 12,2%-a ázsiai, 1,2%-a a Csendes-óceáni szigetekről származik,  8,1%-a pedig kettő vagy több etnikumú. A spanyol vagy latino származásúak aránya 11,3% (8,1% mexikói, 1,1% Puerto Ricó-i,  )
A háztartások 31%-ában élt 18 évnél fiatalabb. 37,8% házas, 14,8% egyedülálló nő, 5,6% egyedülálló férfi, 41,8% pedig nem család. 32,3% egyedül élt; 9,6%-uk 65 éves vagy idősebb. Egy háztartásban átlagosan 2,44 személy élt; a családok átlagmérete 3,1 fő.
A medián életkor 35,1 év volt. A város lakóinak 23%-a 18 évesnél fiatalabb, 10,9% 18 és 24 év közötti, 29,6%-uk 25 és 44 év közötti, 25,3%-uk 45 és 64 év közötti, 11,3%-uk pedig 65 éves vagy idősebb. A lakosok 49,4%-a férfi, 50,6%-a pedig nő.

## Gazdaság
Az 1930-as években a város a „tacomai illatról” vált ismertté, amelyet a település faipari feldolgozói okoztak. Az 1990-es években a Simpson Investment Company a kénszennyezést 90%-kal csökkentette; a szag ma csak a belvárosban, keleti szél mellett érezhető.
2009 szeptemberében a Russell Investments székhelyét Seattle-be költöztette, ezzel több száz munkahely szűnt meg.

## Közigazgatás
A képviselőtestület nyolc tagból áll; ötükre választókerületenként szavaznak, míg hárman a teljes városban leadott voksok szerint lesznek a testület tagjai. Az adminisztrációs feladatokért városmenedzser felel.
Szövetségi szinten a település a hatodik, kilencedik és tizedik kongresszusi körzetbe tartozik; a kongresszusi képviselők a Demokrata Párt tagjai.

## Parkok
Az 1907-ben alapított Metro Parks Tacoma szervezet több mint 50 parkot és közösségi teret üzemeltet.
A kutyák számának növekedése és a sétáltatásra vonatkozó szabályok szigorítása miatt a város kutyafuttatók létesítésébe kezdett; a Rogers kutyafuttatót 2004-ben adták át.

## Oktatás

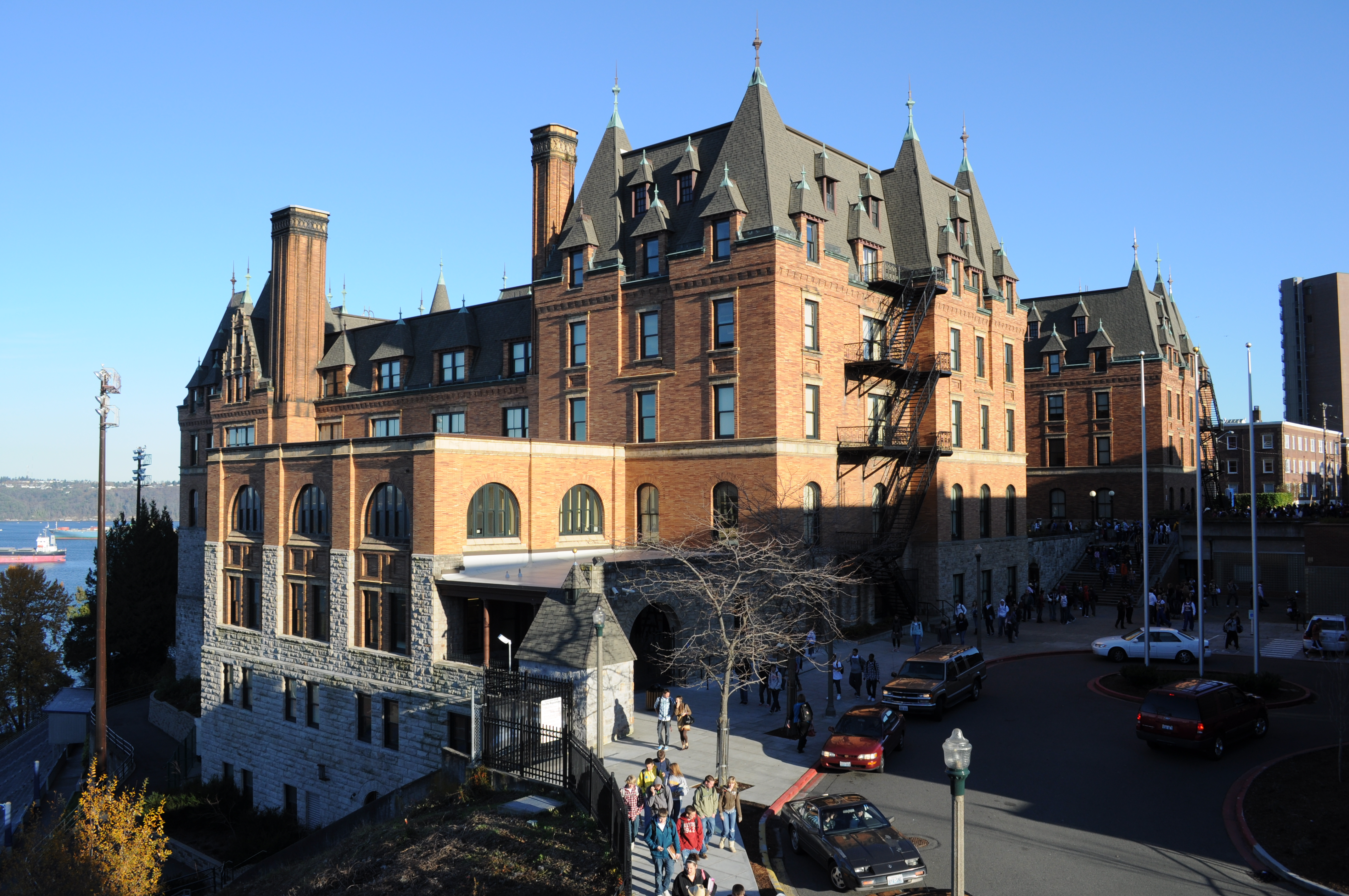
Stadium High School

A város közoktatási intézményeinek fenntartója az 57 iskolát üzemeltető Tacoma Public Schools.
Tacomában több magánintézmény (Evergreen Lutheran High School, Annie Wright Schools, Bellarmine Preparatory School, Life Christian Academy, Charles Wright Academy és Parkland Lutheran School) is működik.
A település felsőoktatási intézményei a Puget Sound-i Egyetem, a Tacomai Közösségi Főiskola és a Bates Műszaki Főiskola. Az Evergreen Állami Főiskola mellett a Washingtoni Egyetemnek is van tacomai kampusza.

## Egészségügy
A város kórházainak (MultiCare Tacoma General Hospital, Mary Bridge Children’s Hospital, MultiCare Allenmore Hospital és St. Joseph Medical Center) fenntartója a MultiCare Health System és a Franciscan Health System.

## Közlekedés

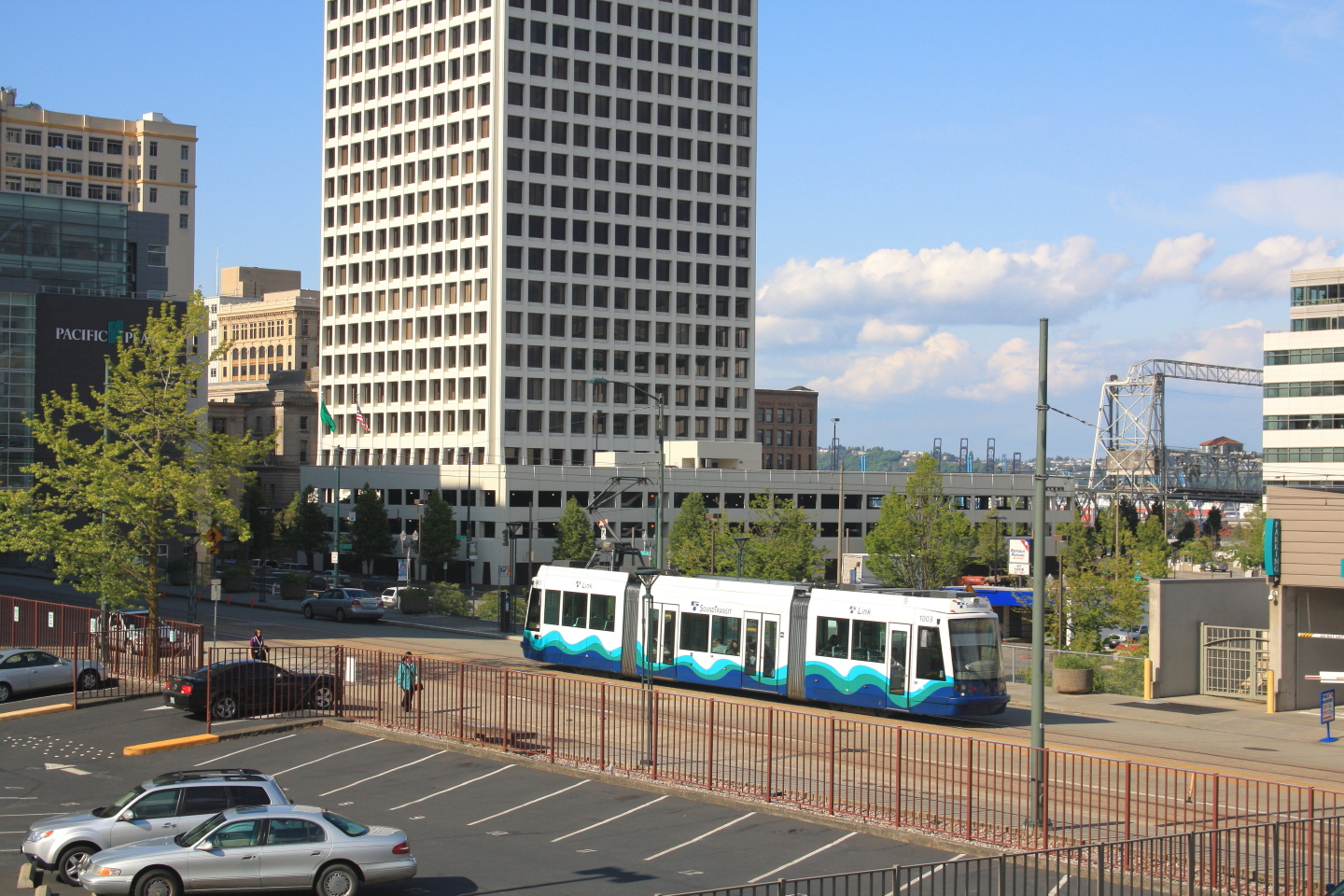
Tacoma Link

A város közúton az I-5-ön, az I-705-ön, a WA-7-en, a WA-16-on (Tacoma Narrows hidak), a WA-163-on, a WA-167-en és a WA-509-en közelíthető meg. Vashon felé komp közlekedik.
A Pierce Transit buszokat, a Sound Transit pedig vasúti járatokat közlekedtet. Tacoma Dome állomáson a Greyhound Lines távolsági buszaira és az Amtrak vonataira lehet felszállni.

## Sport
A Tacoma Dome a város sportarénája és rendezvényközpontja. Az 1994–1995-ös idényben a Seattle SuperSonics saját stadionjuk felújítása miatt szintén a Tacoma Dome-ban játszott.
A városban több golfpálya (például Lake Spanaway Golf Course) található.

## Média
A város napilapja a The News Tribune. A Tacoma Weekly közösségi hetilap, a Tacoma Daily Index jogi közlöny, a Weekly Volcano alternatív újság és a Fort Lewis Ranger hadügyi magazin kiadója is a városban van. A The Ledger a Washingtoni Egyetem hallgatói lapja.
Tacomában három közép- és hat ultrarövidhullámú rádióadó rendelkezik sugárzási engedéllyel. Az itt bejegyzett televíziócsatornák a KCPQ (FOX), a KSTW (CW), a KTBW-TV (TBN), a KWDK (Daystar), valamint a Bates Műszaki Főiskola tulajdonában álló KBTC-TV (PBS).

## Nevezetes személyek
- Bing Crosby, színész és énekes[73]
- Blair Underwood, színész[74]
- Cam Gigandet, színész[75]
- Dale Chihuly, üvegszobrász[76]
- David Friesen, zenész[77]
- Desmond Trufant, amerikaifutball-játékos[78]
- Dyan Cannon, színész[79]
- Frank Herbert, író[80]
- Gary Larson, képregényrajzoló[81]
- Isaiah Thomas, kosárlabdázó[82]
- Jeffrey Brotman, ügyvéd, a Costco társalapítója[83]
- Jerry Cantrell, zenész[84]
- Joseph E. Duncan III, sorozatgyilkos[85]
- Michael Swango, sorozatgyilkos[86]
- Neko Case, zenész[87]
- Pamela Reed, színész[88]
- Pat Austin, autóversenyző[89]
- Zach Banner, amerikaifutball-játékos[90]

## Testvérvárosok
A település testvérvárosai:
- Ålesund, Norvégia
- Biot, Franciaország
- Boca del Río (Veracruz), Mexikó
- Brovai, Ukrajna
- Cienfuegos, Kuba
- Davao, Fülöp-szigetek
- El Jadida, Marokkó
- Fucsou, Kína
- George, Dél-afrikai Köztársaság
- Kitakjúsú, Japán
- Kunszan, Dél-Korea
- Tajcshung, Kínai Köztársaság
- Vlagyivosztok, Oroszország

## Fordítás
- Ez a szócikk részben vagy egészben  a   Tacoma, Washington című angol Wikipédia-szócikk ezen változatának fordításán alapul.  Az eredeti cikk szerkesztőit annak laptörténete sorolja fel. Ez a jelzés csupán a megfogalmazás eredetét és a szerzői jogokat jelzi, nem szolgál a cikkben szereplő információk forrásmegjelöléseként.